# Short Sharp Shocked
Short Sharp Shocked è il secondo album della cantautrice statunitense Michelle Shocked, pubblicato il 15 agosto 1988.

## Descrizione
L'album, pubblicato dalla Mercury su LP, musicassetta e CD, è prodotto da Pete Anderson, che cura gli arrangiamenti. I brani sono interamente composti dall'interprete ad eccezione di The L & N Don't Stop Here Anymore, firmato da Jean Ritchie.
Dal disco vengono tratti i singoli Anchorage, If Love Was a Train e When I Grow Up.

## Tracce

### Lato A
1. When I Grow Up
2. Hello Hopeville
3. Memories of East Texas
4. (Making the Run to) Gladewater
5. Graffiti Limbo

### Lato B
1. If Love Was a Train
2. Anchorage
3. The L & N Don't Stop Here Anymore
4. V.F.D.
5. Black Widow
6. Fogtown (traccia fantasma)